# کرستینا پری
کرستینا پری (انگلیسی: Christina Perri؛ زادهٔ ۱۹ اوت ۱۹۸۶) یک موسیقی‌دان و خواننده اهل ایالات متحده آمریکا است. وی از سال ۲۰۱۰ میلادی تاکنون مشغول فعالیت بوده‌است.